# Desande
Desande Automobielen BV was een Nederlandse fabrikant van neoklassieke automobielen in retrostijl gecombineerd met moderne techniek. Het opvallende uiterlijk was gebaseerd op dat van topklasse auto’s uit de jaren dertig van de 19de eeuw. Ondanks het klassieke uiterlijk gebruikte Desande een moderne Amerikaanse motor, versnellingsbak en wielophanging. Hoewel het bedrijf was gevestigd in Hulst, kwam oprichter Danny G. Vandezande (waarvan de merknaam is afgeleid) uit het Belgische Hasselt, was de techniek van de auto's Amerikaans en werden de auto's gebouwd in het Verenigd Koninkrijk. De Belgische vestiging van het bedrijf bevond zich in het kleine plaatsje Schilde.

## Geschiedenis

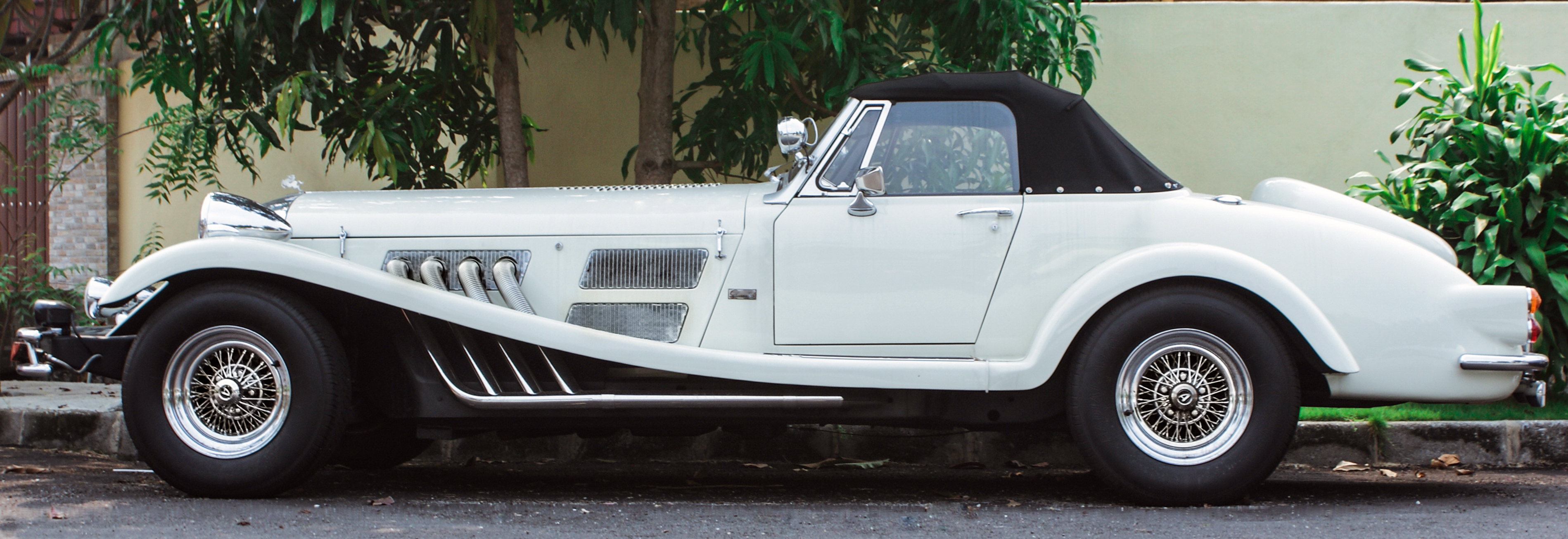
Desande II Roadster uit 1981 (exemplaar nr. 8)

Danny Vandezande presenteerde de eerste Desande in 1979. Oorspronkelijk zou de auto "Desande Greta" heten, vernoemd naar zijn vrouw. Hij kon niet tekenen en bouwde daarom een model van gips, dat diende als voorbeeld voor het bedrijf dat de auto ging bouwen: de productie van de aluminium carrosserie was in handen van Grand Prix Metalcraft in Noord-Londen. GP Metalcraft was oorspronkelijk gespecialiseerd in aluminium carrosseriedelen voor de Formule 1, maar had zijn activiteiten uitgebreid naar productie van de carrosserie voor AC Cobra's en andere replica's, toen de toekomst van autosport in twijfel werd getrokken na de oliecrisis van 1973. Vandezande vond dat alleen zo'n kleine Britse firma in staat zou zijn het plaatwerk voor de Desande op een voldoende hoog kwaliteitsniveau te produceren, ook al was hij al een keer gedwongen geweest om van leverancier te wisselen toen het oorspronkelijke bedrijf niet de benodigde expertise bleek te hebben. Om de zaak nog ingewikkelder te maken, is het bedrijf achter de auto vaak ook JBS Associates, Ltd., eveneens uit Londen, genoemd.

## De auto
De Desande Roadster gebruikte aanvankelijk het chassis en mechaniek van de Ford LTD II en Ford Thunderbird (zevende generatie). Dit betekende een wielbasis van 2896 mm en V8-motoren met een cilinderinhoud van 4,9 of 5,8 liter, gekoppeld aan een drietraps automatische transmissie. De lengte was 4960 mm en de auto was 1860 mm breed. Het vermogen van de Windsor V8 bedroeg 99 kW (135 pk) bij 3400 tpm, voldoende voor een topsnelheid van 176 km/h. Zoals bij veel andere neoklassiekers gebruikte de auto de deuren van de Austin-Healey Sprite/MG Midget. Het vouwdak kon tegen meerprijs worden vervangen door een aluminium hardtop.
Toen slechts een handvol auto's op Ford-basis waren gebouwd, presenteerde het merk de Desande II Roadster in maart 1980. De nieuwe naam was tevens een indicatie voor de overstap op het chassis van in Canada gebouwde Chevrolet Caprice of Impala, voorzien van een 5,0-liter Chevrolet small block V8-motor, gekoppeld aan een drietraps Turbo-Hydramatic automatische versnellingsbak. Het chassis kreeg een extra kruisversteviging en de motor werd ongeveer 60 cm verder naar achteren gemonteerd. De afmetingen van de carrosserie bleven ongewijzigd, hoewel de wielbasis marginaal groeide naar 2945 mm. Het vermogen steeg naar 115 kW (157 pk) volgens de SAE-norm, voldoende om de 1600 kg wegende auto een topsnelheid van 175 km/h te verlenen. Later verving een 5,7-liter versie de 5,0-liter motor.
De auto was altijd zeer luxueus uitgevoerd, met elektrisch verstelbare stoelen bekleed met Connolly-leder, klimaatcontrole, walnotenhout op het dashboard en lamswollen tapijt. Electrische zijruitbediening kwam in de herfst van 1981 beschikbaar.  Grand Prix Metalcraft bouwde de aluminium carrosserie met de hand, op de middensectie uit de MG Midget na. De koelradiator was gemaakt van messing terwijl de koplampbehuizingen van tombak werden gemaakt. De motorspecificaties varieerden afhankelijk van de donorwagen van General Motors; in een test uit 1982 gaf Desande een DIN-vermogen van 100 kW (136 pk) bij 3400 tpm op.
De productie was beperkt tot twintig auto's per jaar en een maximum van 250 auto's. Daarbij waren de vergulde serienummerplaatjes (gemonteerd naast het portier) evenredig genummerd, maar het is onbekend hoeveel exemplaren in totaal zijn gebouwd. Een gepland vierzits model is nooit gerealiseerd. Grand Prix Metalcraft was halverwege 1982 bezig met het veertiende exemplaar. Diverse bronnen geven aan dat de productie eindigde in 1984, maar GP Metalcrafts exposeerde de auto in 1985 en er zijn exemplaren met registratiedata tot in 1989. Latere modellen heetten Desande Caprice.